# Артюшкинское сельское поселение
Артюшкинское сельское поселение — муниципальное образование Аннинского района Воронежской области России.
Административный центр — село Артюшкино.

## Административное деление
Состав поселения:
- село Артюшкино.

## Население
| 2000 | 2005 | 2010 | 2012 | 2013 | 2014 | 2015 | 2016 | 2017 |
| ---- | ---- | ---- | ---- | ---- | ---- | ---- | ---- | ---- |
| 753  | ↘689 | ↘618 | ↘592 | ↘577 | ↘558 | ↘536 | ↘520 | ↘517 |
| 2018 | 2019 | 2020 | 2021 |      |      |      |      |      |
| ↘500 | ↘493 | ↘479 | ↘460 |      |      |      |      |      |